# Gino Fruschelli
Gino Fruschelli (Siena, 1912 – Alfonsine, 11 aprile 1945) è stato un partigiano italiano, caporal maggiore di fanteria, medaglia d'oro al valor militare alla memoria.

## Biografia
Negli anni 1941-1943 era stato mobilitato come graduato col 97º battaglione d'assalto CC.NN. per la campagna di invasione della Jugoslavia, durante la quale era stato arrestato assieme ad altri commilitoni per insubordinazione e aggressione ad un sottufficiale della Divisione Bergamo a Vrkovine, e condannato dal tribunale militare della II Armata a 5 anni e 6 mesi di reclusione presso il carcere militare di Gaeta, con degradazione dal ruolo di Camicia Nera scelta e radiato dai ruoli della Milizia. Uscito per sospensione della pena nel 1942 era stato mobilitato con l'89º reggimento fanteria ed inviato sul fronte russo. L'8 settembre 1943 si era dato alla macchia, ma dopo la liberazione della Toscana, nel gennaio del 1945, si era arruolato volontario nel rinato Esercito italiano. Assegnato al 22º Reggimento del Gruppo di combattimento "Cremona", cadde sul fronte del Senio.
A Gino Fruschelli sono state intitolate strade a Roma e nella sua città natale.